# .nl
.nl er et nationalt topdomæne der er reserveret til Holland. nl er forkortelsen af Nederland som landet også hedder.
| Nationale topdomæner | Spire Denne artikel om nationale topdomæner er en spire som bør udbygges. Du er velkommen til at hjælpe Wikipedia ved at udvide den. |